# Colli di Scandiano e di Canossa Cabernet Sauvignon
Il Colli di Scandiano e di Canossa Cabernet Sauvignon è un vino DOC la cui produzione è consentita nella provincia di Reggio Emilia.

## Caratteristiche organolettiche
- colore: rubino, con densità ottica a 520 nm. da 3, 00 a 5, 00
- odore: caratteristico, gradevolmente erbaceo ed etereo
- sapore: armonico, leggermente erbaceo, lievemente tannico, secco, tranquillo

## Riserva
La dicitura "Riserva" è consentita ai vini con un invecchiamento minimo di 24 mesi, affinati per almeno 6 mesi in botti di legno. Il tenore alcoolico deve essere pari ad almeno il 12% vol, e l'estratto secco almeno del 23,0‰.
La barricatura deve ovviamente riflettersi nelle caratteristiche organolettiche:
- colore: rosso rubino, con densità ottica a 520 nm. da 3, 00 a 5, 00
- odore: caratteristico con lieve sentore di legno
- sapore: acaratteristico, armonico, pieno, vellutato con lieve sentore di legno

## Produzione
Provincia, stagione, volume in ettolitri
- Reggio Emilia  (1996/97)  247,94